# Comtat de Flers
El comtat de Flers fou una jurisdicció de l'antic règim a França centrada a Flers (Orne) i a l'antic castell de Flers. Fou una senyoria al segle x. Al segle xi segons la tradició, dos germans de noms Folc d'Aunou i Guillem de Gasprée, es van casar amb dues germanes, senyores de Flers i altres dominis. La capital, Flers, va quedar en la part de Folc d'Aunou. El castell es va construir al segle xii. El 1356 durant la Guerra dels Cent Anys, el castell no és esmentat el que voldria dir que havia perdut importància almenys estratègica. Junt amb altres senyories va formar la baronia de Flers. Nicolas de Grosparmy governava la bornia la primera meitat del segle xvi (1527-1541); més tard el domini fou transmès a la família de Pellevé. Al segle xvii fou elevat a comtat. Lluís de Pellevé era comte quan va construir la nova façana del castell el 1698. Després Jacint Lluís de Pellevé va fer arranjar el parc. Al segle xviii va passar a la família de La Motte-Ango pel matrimoni d'Antonieta de Pellevé, senyora i comtessa de Flers, amb Felip Ramon de La Motte-Ango. El seu fill Àngel Jacint de La Motte-Ango, comte de Flers, va encomanar treball de reforma del castell. El comtat fou suprimit amb la revolució restant només el títol.